# 世界司厨士協会連盟
世界司厨士協会連盟（せかいしちゅうしきょうかいれんめい、英語: World Association of Chefs' Societies、略称:WACS〈ワックス〉）は1928年10月にパリ・ソルボンヌ大学で設立された世界初の西洋料理の料理人（シェフ）団体で構成された国際組織（非政府組織）である。1880年代末にヨーロッパの料理人が開いた会合がきっかけとなり、1919年に スイス・ジュネーヴにて事務所を創設された。
最初の会議では世界17カ国から選ばれた65人のシェフ、世界36か国・地域の団体が集まり、人々の尊崇を集めていたオーギュスト・エスコフィエ（ フランス）が初代名誉会長に選ばれた。2015年時点で、世界100か国・地域の団体などが会員となっている。過去74年間で、世界司厨士協会連盟の国際会議が、世界各国の20の都市で、2年ごとに開催されてきた事が特筆すべき事項である。連盟ではアジア・ヨーロッパ・アフリカ・オセアニア・アメリカ大陸の大統領，副大統領，財務大臣，事務総長，大使，名誉会長から選出された委員によって構成されている。連盟の中にある様々な委員会が、世界的な料理コンテストを主催している。

## 会議の一覧
| 回 | 年     | 国                        | 開催地              | 備考                                                                                   |
| -- | ------ | ------------------------- | ------------------- | -------------------------------------------------------------------------------------- |
| 1  | 1928年 | フランス                  | パリ                | ソルボンヌ大学にて設立式典が行われた。オーギュスト・エスコフィエを初代名誉会長に選出。 |
| 2  | 1930年 | フランス                  | パリ                |                                                                                        |
| 3  | 1936年 | フランス                  | ニース              | この会議以降、第二次世界大戦により中断。                                               |
| 4  | 1949年 | スイス                    | ジュネーブ          |                                                                                        |
| 5  | 1951年 | 西ドイツ                  | フランクフルト      | 第二次世界大戦後、15年ぶりに再開。 スイスが議長国になる。                              |
| 6  | 1954年 | スイス                    | ベルン              |                                                                                        |
| 7  | 1956年 | 西ドイツ                  | フランクフルト      | オーストリアが議長国になる。                                                           |
| 8  | 1958年 | ベルギー                  | ブリュッセル        |                                                                                        |
| 9  | 1960年 | オーストリア              | ウィーン            | 西ドイツが議長国になる。                                                               |
| 10 | 1962年 | スウェーデン              | ストックホルム      |                                                                                        |
| 11 | 1964年 | 西ドイツ                  | フランクフルト      | スイスが議長国になる。                                                                 |
| 12 | 1966年 | イスラエル                | テルアビブ          |                                                                                        |
| 13 | 1968年 | スイス                    | ジュネーヴ          | WACS設立40周年記念式典を開催した。 オーストリアが議長国になる。                        |
| 14 | 1970年 | ハンガリー                | ブダペスト          |                                                                                        |
| 15 | 1972年 | 西ドイツ                  | フランクフルト      | 西ドイツが議長国になる。                                                               |
| 16 | 1974年 | カナダ                    | バンフ              | 大陸ごとのランドマークを設定。エミール・ペリン（Emile Perrin）を名誉会長に選出。       |
| 17 | 1976年 | 西ドイツ                  | フランクフルト      | フランスが議長国になる。                                                               |
| 18 | 1978年 | フランス                  | パリ                |                                                                                        |
| 19 | 1980年 | イタリア                  | ローマ              | カナダが議長国になる。                                                                 |
| 20 | 1982年 | オーストリア · ハンガリー | ウィーン ブダペスト |                                                                                        |
| 21 | 1984年 | アメリカ合衆国            | オーランド          | カナダを再度、議長国に選出。                                                           |
| 22 | 1986年 | スロベニア                | リュブリャナ        |                                                                                        |
| 23 | 1988年 | 南アフリカ                | ヨハネスブルグ      | WACS設立60周年記念式典を開催した。 西ドイツ（後の ドイツ）が議長国になる。             |
| 24 | 1990年 | シンガポール              | シンガポール        |                                                                                        |
| 25 | 1992年 | ドイツ                    | フランクフルト      | アメリカ合衆国が議長国になる。                                                         |
| 26 | 1994年 | ノルウェー                | スタヴァンゲル      |                                                                                        |
| 27 | 1996年 | イスラエル                | エルサレム          | 南アフリカ共和国が議長国になる。                                                       |
| 28 | 1998年 | オーストラリア            | メルボルン          | WACS設立70周年記念式典を開催した。                                                     |
| 29 | 2000年 | オランダ                  | マーストリヒト      | ドイツが議長国になる。                                                                 |
| 30 | 2002年 | 日本                      | 京都                | 初めて、日本で開催。                                                                   |
| 31 | 2004年 | アイルランド              | ダブリン            | アメリカ合衆国が議長国になる。                                                         |
| 32 | 2006年 | ニュージーランド          | オークランド        |                                                                                        |
| 33 | 2008年 | アラブ首長国連邦          | ドバイ              | アイスランドが議長国になる。                                                           |
| 34 | 2010年 | チリ                      | サンティアゴ        |                                                                                        |
| 35 | 2012年 | 韓国                      | 大田                | ドイツが議長国になる。                                                                 |
| 36 | 2014年 | ノルウェー                | スタヴァンゲル      |                                                                                        |
| 37 | 2016年 | ギリシャ                  | テッサロニキ        |                                                                                        |
| 38 | 2018年 | マレーシア                | クアラルンプール    |                                                                                        |